# Valentin Leiler
Valentin Leiler (* 18. Januar 1995 in Villach) ist ein österreichischer Eishockeystürmer, der seit 2021 beim USC Velden unter Vertrag steht.

## Karriere
Valentin Leiler wurde mit dem VSV 2011 und 2012 Österreichischer Jugendmeister. Seinen ersten Einsatz in der Kampfmannschaft hatte er in der Saison 2012/13, gefolgt von vier Einsätzen in der Saison 2013/14 und 17 Einsätzen in der Saison 2014/15. Seinen ersten Profivertrag erhielt er für die Saison 2015/16, wobei er sieben Tore und fünf Vorlagen erzielte. 2016/17 erreichte er fünf Tore und sieben Assists. Auch in der Saison 2017/18 stand er beim VSV unter Vertrag.

### International
Leiler nahm für Österreich an den U18-Weltmeisterschaften 2012 und 2013 jeweils in der Division I teil.
Im November 2015 wurde er erstmals für die österreichische Nationalmannschaft der Herren nominiert. Zu seinem ersten Einsatz kam er am 6. November 2015 bei der 1:5-Niederlage gegen Slowenien im polnischen Katowice.

## Karrierestatistik
(Legende zur Spielerstatistik: Sp oder GP = absolvierte Spiele; T oder G = erzielte Tore; V oder A = erzielte Assists; Pkt oder Pts = erzielte Scorerpunkte; SM oder PIM = erhaltene Strafminuten; +/− = Plus/Minus-Bilanz; PP = erzielte Überzahltore; SH = erzielte Unterzahltore; GW = erzielte Siegtore; 1 Play-downs/Relegation; Kursiv: Statistik nicht vollständig)